# Jean-Jacques Winders
Joannes Jacobus Henricus Victor (Jean-Jacques) Winders (Antwerpen, 14 mei 1849 - aldaar, 20 februari 1936) was een Belgisch architect. Hij ontwierp onder meer het Koninklijk Museum voor Schone Kunsten Antwerpen, het Monument Schelde Vrij en zijn eigen woonhuis De Passer uit 1883 dat in 1981 werd beschermd als monument.  Aanvankelijk ontwierp hij gebouwen in eclectische stijl, vanaf 1880 waren zijn ontwerpen in de neo-Vlaamse-renaissancestijl met zijn woonhuis als typisch voorbeeld.

## Leven en werk

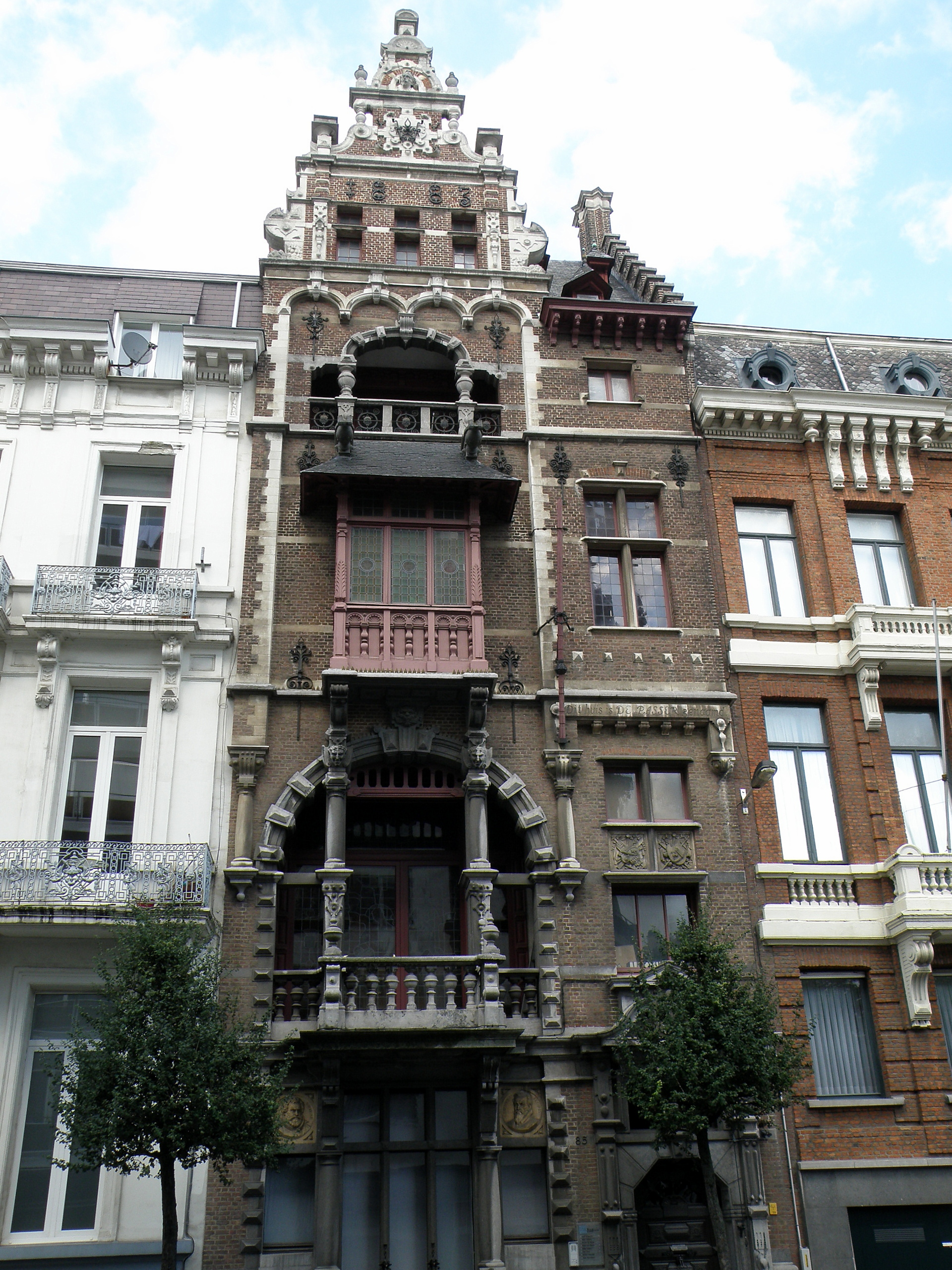
woonhuis De Passer (1882-1883)

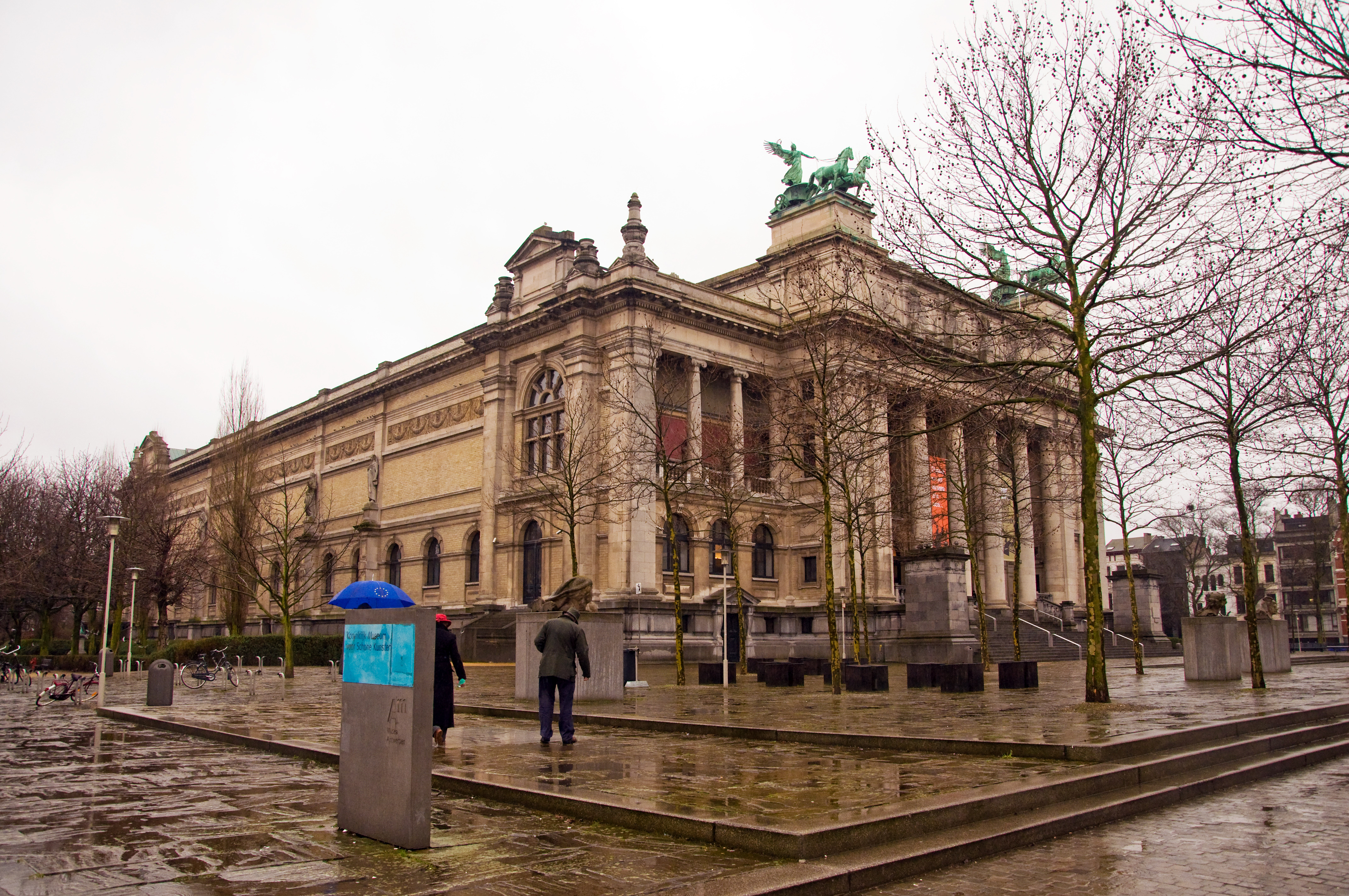
Koninklijk Museum voor Schone Kunsten Antwerpen (1884-1890)

### Opleiding en beginperiode
Winders was afkomstig uit een Antwerpse familie die actief was in de bouw. Zijn grootvader was aannemer en zijn vader, Jean-Baptiste Winders, was aannemer-architect die vanaf 1859 een rol speelde bij de bouw van de Brialmontforten rond de stad. De jonge Jean-Jacques Winders trad in de voetsporen van zijn vader en schreef zich in 1862, op 13-jarige leeftijd, in aan de afdeling Architectuur van de Koninklijke Academie voor Schone Kunsten van Antwerpen waar hij onder meer les kreeg van Joseph Schadde en Pieter Dens. Tijdens zijn studieperiode won hij diverse ontwerpprijzen met als bekroning het jaar 1867 waarin hij drie eerste prijzen won.
Winders vestigde zich in 1868 als architect en ontwierp in de beginperiode vooral woonhuizen, winkelpanden en magazijnen zoals het Entrepot Steenackers. In 1873 deed hij mee aan de wedstrijd die het Antwerpse stadsbestuur uitschreef voor het ontwerp van een monument ter herdenking van de vrijmaking van de Schelde tien jaar eerder. Zijn ontwerp, een 20 meter hoge sokkel die was voorzien van leeuwen en watergoden en uitlopend in een obelisk met beelden van Neptunus en Mercurius, won de eerste prijs. In 1883, tien jaar later, werd het monument voltooid in de wijk Het Zuid. Voor het beeldhouwwerk deed Winders een beroep op Jacques De Braekeleer en Louis Dupuis. In 1988 werd het standbeeld beschermd als erfgoed.
In 1877 deed Winders opnieuw mee aan een ontwerpwedstrijd van het Antwerpse stadsbestuur, ditmaal voor het Koninklijk Museum voor Schone Kunsten Antwerpen. Hij diende samen met Frans Van Dijk een ontwerp in waarbij Winders zorgde voor het gevelontwerp terwijl Van Dijk zich toelegde op de binneninrichting. Het ontwerp van het gebouw in eclectische stijl werd in de tweede ronde tot winnaar uitgeroepen en werd gebouwd tussen 1884 en 1890. Bijna honderd jaar later, in 1988, werd het museum beschermd als monument.

### Tweede periode
In 1882 ontwierp Winders zijn eigen woonhuis, eveneens gelegen op Het Zuid, waarin ook ruimte was voorzien voor zijn architectenbureau. Het huis werd een jaar nadien voltooid en gold als voorbeeld van hoe Winders de neo-Vlaamse-renaissancestijl zag. De voorgevel werd versierd metornamenten zoals muurankers en bas-reliëfs. Ook het interieur werd volledig ontworpen door Winders. In 1981 werden zowel het huis als het interieur beschermd.
Winders ontwierp eveneens twee gemeentehuizen in neorenaissancestijl, in 1885 dat van de Henegouwse  gemeente Gilly en in 1896 het gemeentehuis van de Kempense gemeente Emblem dat in 1991 werd beschermd. Ook het voormalig postgebouw van Mortsel uit 1906 is van zijn hand.
In 1895 werd Winders benoemd tot docent aan de Antwerpse Academie voor Schone Kunsten, een functie die hij uitoefende tot aan zijn pensioen. Vanaf dan legde hij zich meer toe op restauraties zoals het Antwerpse Maagdenhuis, waarbij de kapel een volledige reconstructie onderging, en de inrichting van de Kleine Leyszaal in het Stadhuis van Antwerpen.
Winders was voorzitter van het Antwerpse Verbond van kunsten, letteren en wetenschappen dat in 1848 door Hendrik Leys was opgericht. In 1896 werd hij lid van de Koninklijke Academie van België en hij was er in 1907 directeur van de Klasse der Schone Kunsten. Hij was eveneens lid van de Academie voor Schone Kunsten van Venetië.
Winders stierf op 86-jarige leeftijd in zijn geboortestad en ligt begraven op de begraafplaats Schoonselhof. Een portret van hem, geschilderd door Edouard de Jans, is in het bezit van de Koninklijke Academie voor Schone Kunsten van Antwerpen.
Zijn zoon Max trad in zijn voetsporen en werd eveneens architect.

## Fotogalerij

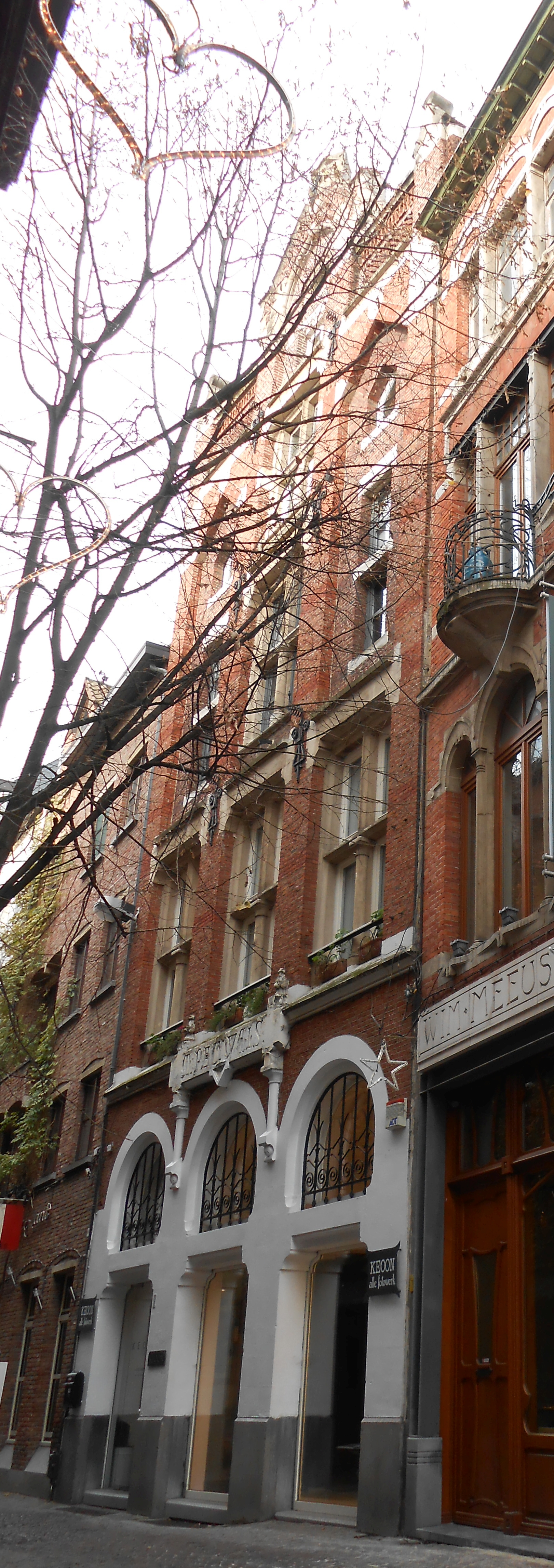
Tabaksfabriek Stanislas Pauwels (1875)
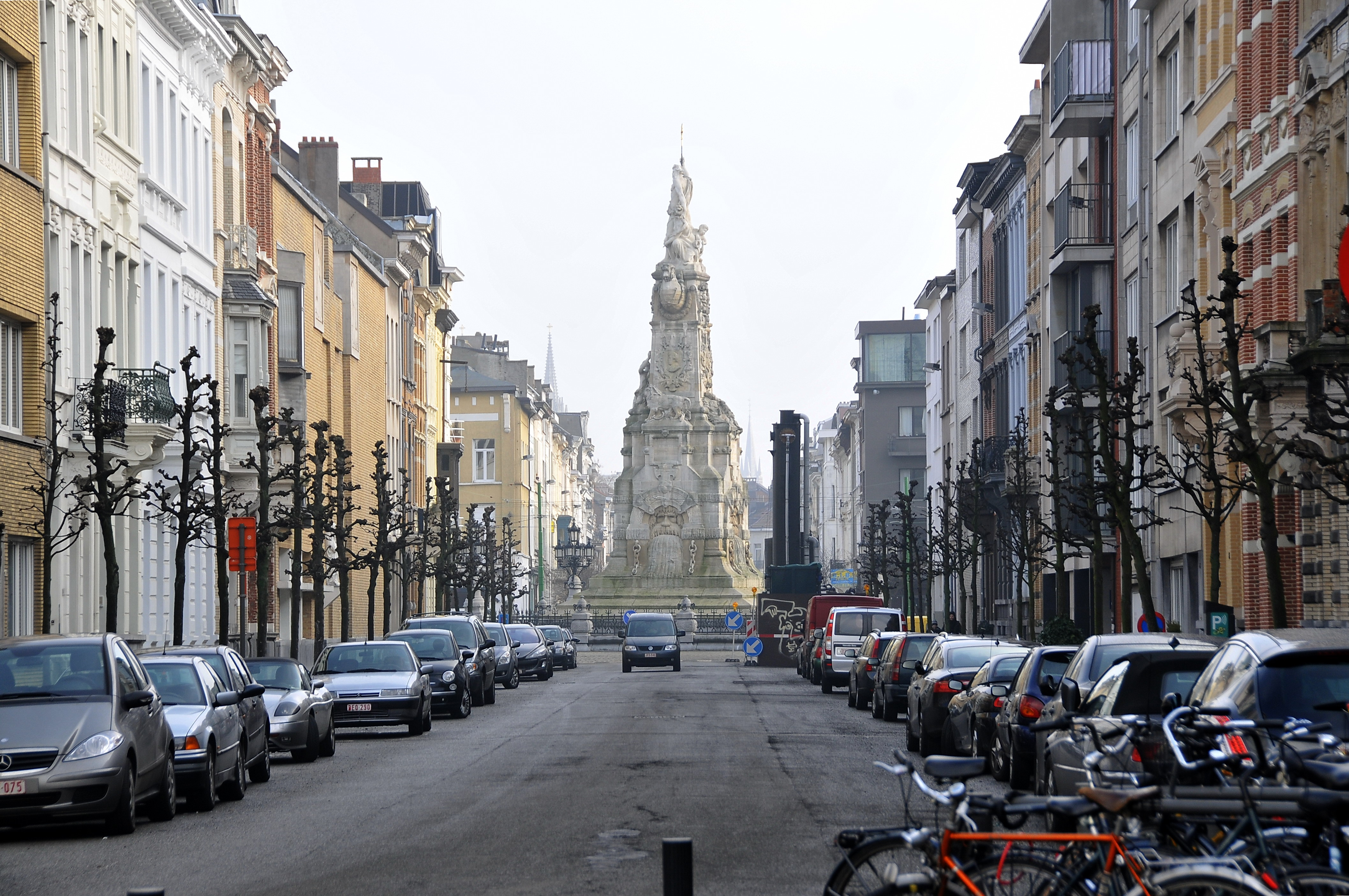
Monument Schelde Vrij (1883)
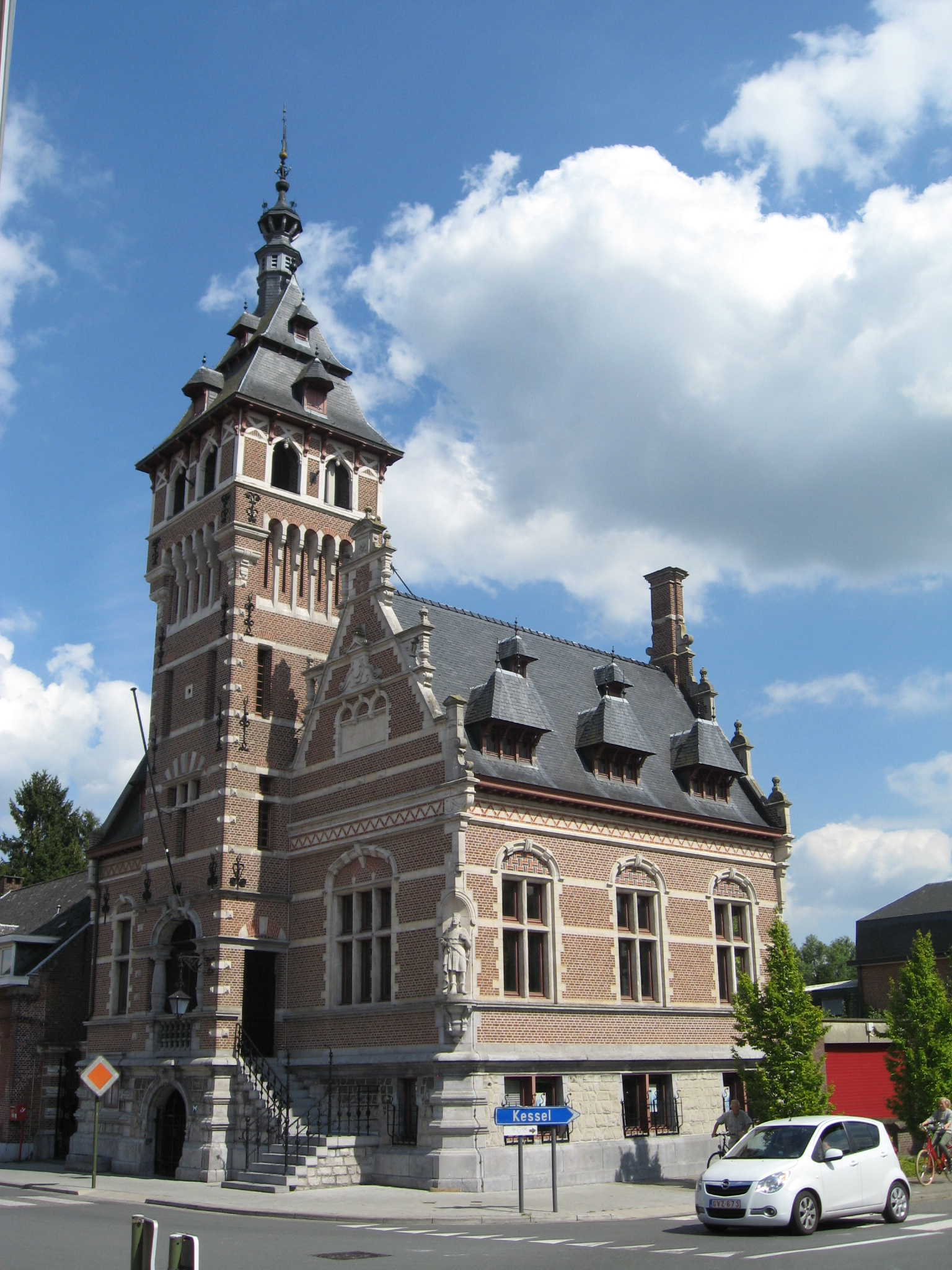
Voormalig gemeentehuis van Emblem (1896)
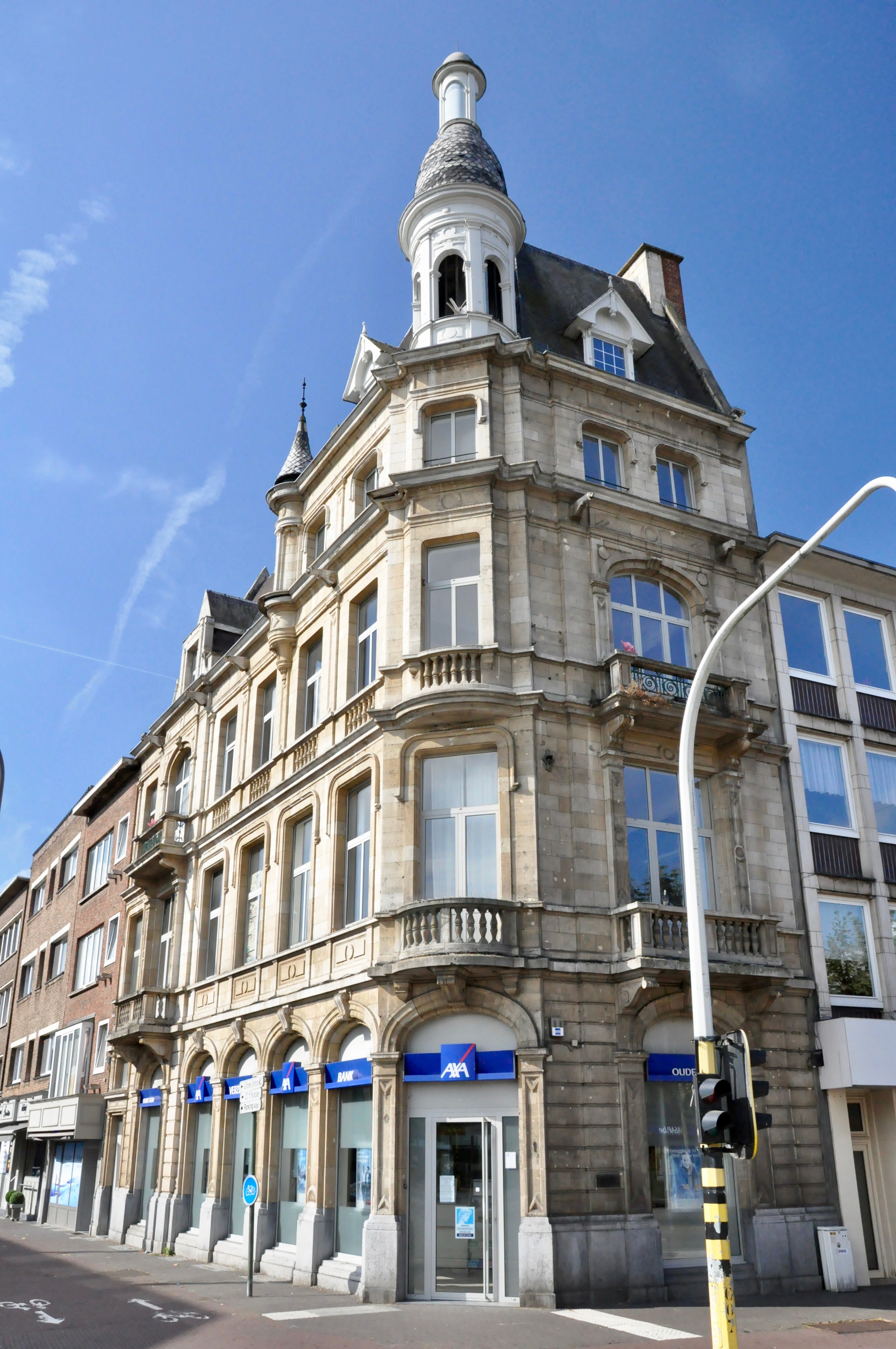
Voormalig postgebouw van Mortsel (1906)